# 點詠根綿蚜
點詠根綿蚜（学名：Geoica lucifuga），又名蔗根蚜，为綿癭蚜科根綿蚜屬下的一个种。